# Aralie à tige nue
Aralia nudicaulis
Espèce
Classification phylogénétique
L'Aralie à tige nue (Aralia nudicaulis L., 1753) est une espèce de plantes à fleurs originaire d'Amérique du Nord septentrionale et orientale qui atteint 30 à 60 cm avec un rhizome traçant souterrain.
Au printemps, le rhizome souterrain produit des feuilles composées qui sont grandes et finement dentées. Elle est aussi connue sous le nom d'aralie chassepareille et de salsepareille.

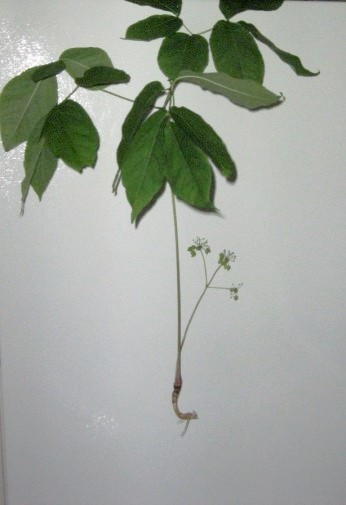
Aspect général.

Les racines ont été utilisées comme substitut aux salsepareilles vraies (Smilax sp.) en herboristerie.
Une étude menée en 2006 sur des cellules HeLa a montré qu'un extrait du rhizome de A. nudicaulis peut s'avérer efficace pour lutter contre le cancer du col utérin.